# Temeleuți (rejon Florești)
Temeleuți – miejscowość i gmina w Mołdawii, w rejonie Florești. W 2014 roku liczyła 1073 mieszkańców.